# Jüdische Gemeinde Mainz

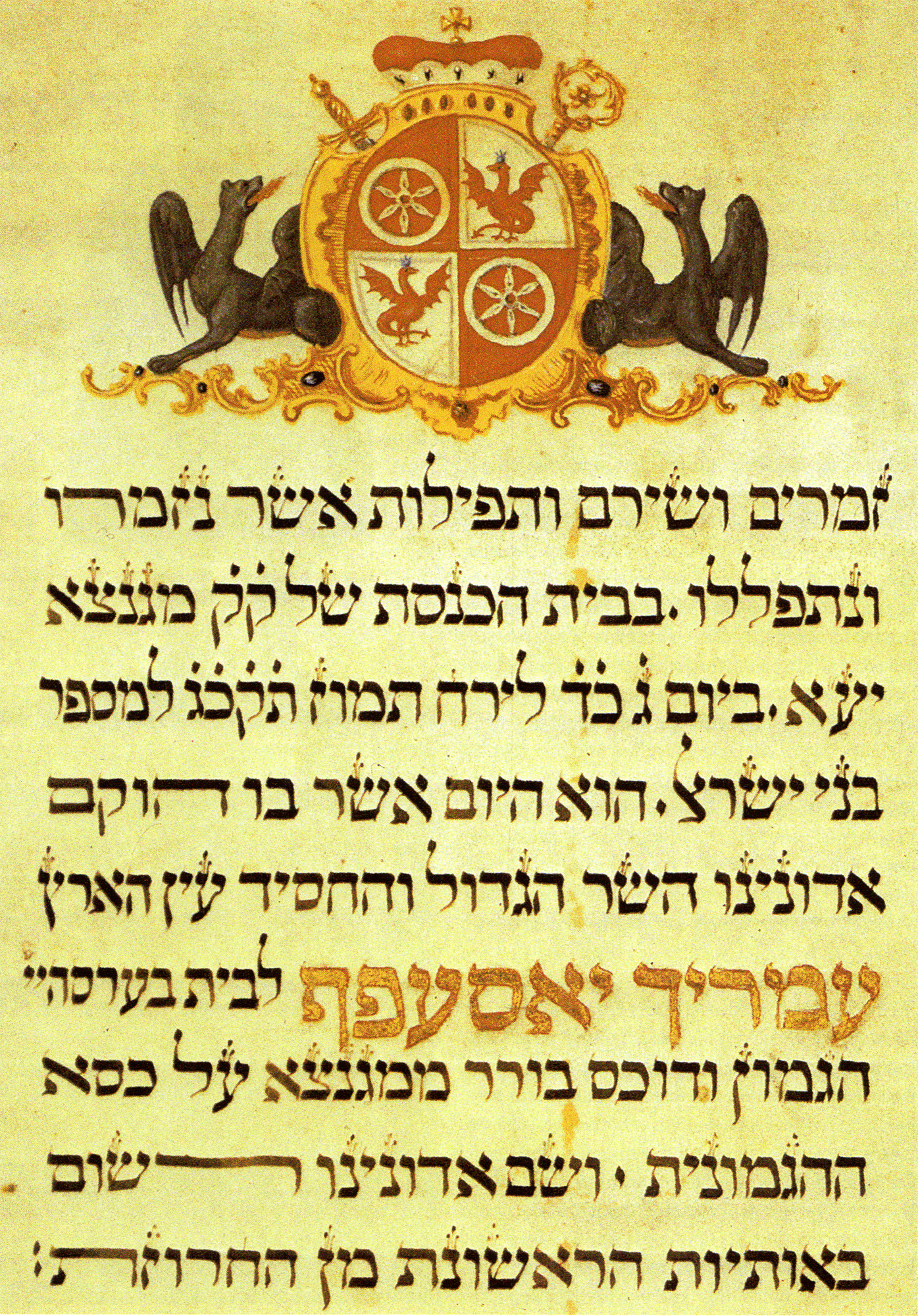
Huldigungsschreiben der Jüdischen Gemeinde zu Magenza zur Feier der Wahl von Emmerich Joseph von Breidbach zu Bürresheim zum Mainzer Kurfürsten am 5. Juli 1763

Die Jüdische Gemeinde Mainz hatte im Hochmittelalter eine europaweite Bedeutung, wurde mehrfach vernichtet und entstand auch nach dem Holocaust neu.

## Bis zum 11. Jahrhundert

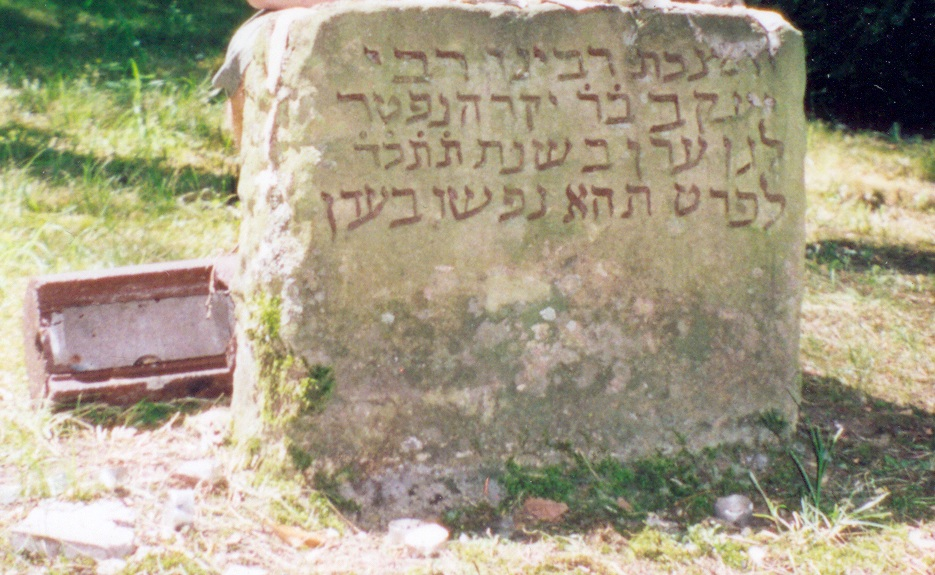
Grabstein des Jakob ben Jakar

Die Ursprünge der jüdischen Gemeinde in Mainz sind nicht geklärt. Angenommen wird, dass Juden bereits zur Zeit des Römischen Reiches an den Mittelrhein gekommen sind. Ein Nachweis dieser Annahme liegt für Mainz bislang aber nicht vor. Den ersten sicheren Nachweis einer jüdischen Gemeinde bezeugen rabbinische Rechtsgutachten aus der zweiten Hälfte des 10. Jahrhunderts, als in Mainz bereits eine blühende Gemeinde bestand. Im 10. Jahrhundert begann auch die Einwanderung jüdischer Familien aus Italien und aus dem südlichen Frankreich. Die Gemeinde in Mainz wurde zu einem bekannten Zentrum des aschkenasischen Judentums. Berühmtester Gelehrter jener Zeit war Gerschom ben Jehuda, um 960 in Metz geboren, wirkte in Mainz, wo er 1028 oder 1040 starb. Er gründete eine jüdische Hochschule (Jeschiwa) und festigte so ein von der Tradition babylonischer Religionsschulen unabhängiges Judentum. Simeon bar Isaac war Rabbiner und Leiter der Mainzer jüdischen Gemeinde.
Die ältesten archäologischen Zeugnisse der jüdischen Gemeinde von Mainz stammen aus dem 11. Jahrhundert. 

## 11. Jahrhundert
1093 wurde erstmals eine Synagoge erwähnt, die sich auf dem Eckgrundstück Schusterstraße/Stadthausstraße befand. Der älteste Grabstein auf dem Judensand, bis 1880 einziger jüdischer Friedhof in Mainz, datiert von 1049 und ist damit der älteste in Mitteleuropa. Das Wohngebiet der Juden lag damals am Rheinufer zwischen Fischtor und Karmeliterkirche. Dieses Wohnquartier war kein Ghetto, vielmehr waren die meisten Einwohner dort Nichtjuden. Dieses gemischte Wohnen verbot 1310 eine Synode.
Die Führungsschicht der Mainzer Juden war vor allem im Fernhandel tätig. Von Mainz aus betrieben die Juden Handel mit Gewürzen, Seide, Pelzen und Metallwaren. Das jüdische Wohnquartier lag dafür günstig, denn südlich davon befand sich das Handelszentrum Am Brand, der wichtigste Marktplatz der Stadt für Waren, die mit dem Schiff kamen. Zudem bestand eine räumliche Nähe zum erzbischöflichen Hof. Dem Erzbischof und Kurfürst von Mainz war durch den König der Schutz der Juden übertragen. Die Juden waren auch im Kreditwesen tätig, woran die christliche Bevölkerung durch das Zinsverbot gehindert war. Innerhalb und außerhalb der Stadt besaßen Juden zudem Weinberge. Sie galten als frei und wehrhaft, durften nichtchristliche Sklaven halten sowie nach eigenem Recht leben, das sich bis zum Beginn des 13. Jahrhunderts allerdings dem Recht der Nichtjuden anglich.
Geleitet wurde die Gemeinde von Parnasim, Vorstehern, und Ältesten, die zusammen den Judenrat bildeten.
Die im Judenrecht geregelten Privilegien für jüdische Kaufleute waren schon im 11. Jahrhundert Gegenstand von Anfeindungen. 1012 kam es in Mainz zu einer ersten Vertreibung von Juden durch König Heinrich II. 1084 kam es nach einem Brand im Judenviertel zu Auseinandersetzungen, die zu einer Flucht von Juden nach Speyer führte, wo der dortige Bischof, Rüdiger Huzmann, ihnen ein vorteilhaftes Privileg erteilte und damit die Stadtwerdung von Speyer förderte.

## Pogrom von 1096
Das gravierendste Ereignis in der Geschichte der mittelalterlichen jüdischen Gemeinde in Mainz stellt das Judenpogrom von 1096 dar, bei dem Erzbischof Ruthard mit dem ihm vom Kaiser aufgetragenen Judenschutz vollständig versagte. 
In der jüdischen Liturgie wird der Opfer dieses Massakers unter dem Namen Gezerot Tatnu („Verfolgung des Jahres 4856“ [nach jüdischer Zeitrechnung]) gedacht.
Kaiser Heinrich IV. ermöglichte 1097 die Rückkehr der während des Pogroms Zwangsgetauften zu ihrem angestammten Glauben. Entgegen dem Eindruck, den die überlieferten Quellen zu erwecken versuchen, hatte wohl eine erhebliche Zahl von Juden ihr Leben gerettet, indem sie sich taufen ließ. Die jüdische Gemeinde bestand so weiter.

## Neuanfang 11. bis 14. Jahrhundert

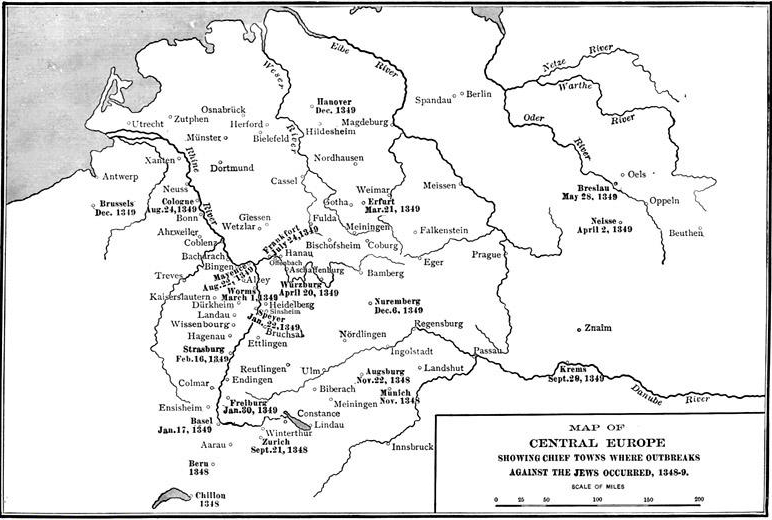
Pogrome in Mitteleuropa 1348–1349

Zusammen mit den Gemeinden in Speyer und Worms bildete die Mainzer Gemeinde das Zentrum des aschkenasischen Judentums. Diese drei SchUM-Städte – Schpira (Speyer), Urmaisia (Worms) und Magenza (Mainz) – bildeten vom 12. bis zum 14. Jahrhundert einen Verbund, hatten gemeinsame Beratungsgremien und ab den 1220er Jahren ein gemeinsames Recht (Taqqanot Qehillot Šum) mit hoher Autorität im nördlichen Mitteleuropa. 
Dem Kaiser oblag der Schutz der Juden, die dafür an ihn Steuern entrichteten, ein Recht, dass er in Mainz dem Erzbischof als kaiserliches Lehen verliehen hatte. Nach dem Erhalt der Stadtfreiheit 1244 ging das Recht 1295 auf die Stadt Mainz über.
Bei allen weiteren Kreuzzügen kam es zu Ausschreitungen gegen die Juden der Stadt, die jedoch nicht die Dimension des Pogroms von 1096 erreichten. Im 14. Jahrhundert verdichteten sich die antijüdischen Strömungen erneut. Am 28. August 1349 kam es in Mainz zu einem großen Pogrom, das nur wenige Juden überlebten und in dessen Folge Teile des Judenviertels abbrannten. Das hinterlassene Eigentum der Toten und der Flüchtlinge beschlagnahmte der Stadtrat.
Erst 1356 kehrten wieder Juden in die Stadt zurück. Der Rat vermietete ihnen die von ihm unter der Bezeichnung „Judenerbe“ verwalteten Gebäude. Karl IV. stellte den Rückkehrern ein umfangreiches Schutzprivileg aus. Die Führung der jüdischen Gemeinde bestand nun im Unterschied zu früher aus dem Gemeinderabbiner und drei am Jahresbeginn gewählten Vorstehern.
Die Verhältnisse der jüdischen Gemeinde waren in physischer und wirtschaftlicher Hinsicht ständig bedroht: Hohe Steuern, Schuldenerlasse zugunsten ihrer Gläubiger und wirtschaftliche Beschränkungen bedrohten ihr Wirtschaften. Dazu kam, dass die Gemeinde nur noch für die Geltungsdauer von durch den Rat der Stadt ausgestellten Schutzbriefen ein Bleiberecht hatte. Die älteste überlieferte Urkunde dieser Art stammt von 1365.

## Vertreibungen im 15. Jahrhundert
Im 15. Jahrhundert lockerte sich allmählich das bis dahin geltende Zinsverbot für Christen. In der Folge vertrieben viele Städte und Territorien ihre jüdische Bevölkerung, auf deren Dienste man nicht mehr angewiesen zu sein glaubte. In Mainz fiel dies in die Zeit der Auseinandersetzung zwischen Patriziern und Zünften, die um die Macht im Stadtrat kämpften. Der Sieg der Zünfte verschlechterte die Lage der Juden, da die Zünfte im Gegensatz zu den Patriziern judenfeindlich gesinnt waren.
1438 ordnete der Stadtrat die Vertreibung der Juden bis zum 25. Juli 1438 an. Der Friedhof auf dem Judensand wurde geschändet, die Synagoge zum Kohlenlager umfunktioniert. Jedoch drückten die Stadt hohe Schulden, was den Rat 1444 veranlasste, die Juden wieder zurückzurufen. Der 25. Juli 1445 gilt als Tag der Wiederbegründung der Jüdischen Gemeinde von Mainz. Sie umfasste zu diesem Zeitpunkt zwischen 100 und 130 Personen, etwa 1,7 bis 1,9 % der Gesamtbevölkerung.
Da die Juden, wie viele andere Bürger während der Mainzer Stiftsfehde, Anhänger Diethers von Isenburg waren, wurden sie von Diethers Widerpart, Adolf II. von Nassau, nach dessen Sieg am 28. Oktober 1462 zusammen mit anderen Anhängern Diethers aus der Stadt verwiesen. 1463 holte Adolf II. sie wieder zurück, bevor er sie 1471 aus dem gesamten Kurstaat auswies. Das jüdische Vermögen wurde beschlagnahmt, die Synagoge wurde zu einer Kapelle umgewidmet.

## Wiederaufleben der Gemeinde ab dem 16. Jahrhundert
Die Vertreibungen bedeuteten allerdings nicht – wie früher angenommen – das vollständige Ende jüdischen Lebens in der Stadt. Aufzeichnungen aus der Amtszeit Erzbischof Bertholds von Henneberg (1484–1504) belegen, dass jüdische Bürger sich um die Mikwe kümmerten und durchreisende Juden beherbergten. Außerdem oblag ihnen die Beerdigung von Juden auf dem Judensand, womit nur kurmainzische Juden gemeint sein konnten. Auch eine weitere Ausweisung aus dem Kurstaat, verfügt von Erzbischof Jakob von Liebenstein am 3. Juni 1507, belegt, das hier weiter Juden lebten.
1510 protestierte der neue Erzbischof Uriel von Gemmingen gegen das Vorgehen von Johannes Pfefferkorn, der auch in Mainz jüdische Bücher beschlagnahmen und verbrennen ließ. Kaiser Maximilian I. setzte eine Untersuchungskommission ein, und Uriel von Gemmingen wurde zum Vorsitzenden ernannt. Vor allem der in die Kommission berufene Johannes Reuchlin verurteilte das von den Dominikanern initiierte Unternehmen Pfefferkorns scharf und trat für einen verständnisvollen Umgang mit dem Judentum ein.
1517 nahm Erzbischof Albrecht von Brandenburg zahlreiche Juden im Erzstift auf. 1594 gab es in der Stadt wieder eine Synagoge, 1614 spricht ein Schätzungsbuch von sechs jüdischen Familien in der Stadt. Einen Rabbiner gab es damals nicht, weswegen die Juden sich in religiösen Fragen an die Rabbiner in Worms und Frankfurt am Main wandten. 1602 wurde den Mainzer Juden der Rabbiner in Bingen zugewiesen, 1630 wirkte erstmals wieder ein eigener Rabbiner in der Mainzer Gemeinde.
1639 wurde eine neue Synagoge in der Klarastraße, Ecke Stadionerhofstraße, eröffnet und bereits 1649 erweitert. 1644 gab es in der Stadt 40 jüdische Hausbesitzer und Mieter sowie 15 Untermieter, die in der Langgasse, der Bleiche, der Emmeranstraße, bei der Franziskanerkirche, in der Betzelstraße, am Schillerplatz, am Fischmarkt, bei der Christophskirche und am Karmeliterplatz wohnten.

## Die Judenpolitik der Kurfürsten im 17. und 18. Jahrhundert
Einen tiefen Einschnitt für das jüdische Leben stellt die Judenpolitik der Mainzer Kurfürsten ab dem 17. Jahrhundert dar. Nach Beschwerden von Krämern über die unliebsame Konkurrenz durch jüdische Händler wies der Mainzer Erzbischof und Landesherr Johann Philipp von Schönborn am 8. Dezember 1662 alle jüdischen Familien bis auf 20 aus der Stadt aus. Die verbliebenen Familien mussten in einem Ghetto wohnen, einer Gasse, die sie an Sonntagen zu verschließen hatten. In zünftigen Gewerben durften sie nicht tätig sein. Die Verfügung erwies sich als nicht durchsetzbar, weswegen der Kurfürst 1671 ein weiteres Dekret erließ, das die Zahl der Familien auf 10 begrenzte – eine Begrenzung, die wiederum fehlschlug. Daraufhin wies er ihnen die alte Judengasse in der Nähe des Armklarenklosters als Ghetto zu. Die Umsiedlung erfolgte im Zuge einer vom Erzbischof geplanten Stadterweiterung (Anlage des Bleichenviertels), die mit großen Erschließungsmaßnahmen und der Errichtung repräsentativer Gebäude einherging. Die Grundstücke wurden den Juden kostenlos überlassen, zudem räumte der Kurfürst ihnen – genau wie den Christen – Preisnachlässe bei Handwerkern und Baumaterial ein. Zu der dann „Vorderen Judengasse“ kam bald die Hintere Judengasse hinzu. In ihrer Mitte lag ab 1684 die neue, allerdings wenig repräsentative Synagoge. 1687 lebten etwa 250 Juden in Mainz, was etwa 1 % der Gesamtbevölkerung entsprach. 1717 wurde die Synagoge vergrößert.
Bei allen äußeren Einschränkungen verfügte die jüdische Gemeinde über eine recht umfassende innere Autonomie. Auch führte sie ein eigenes Siegel und hatte den Status einer Körperschaft. Der Gemeindevorstand setzte sich aus je fünf Vorstehern, Einnehmern und Deputierten zusammen, das Amt des Parnas Hachodesch (Präses) wechselte monatlich. Der Vorstand erhob selbst die staatlichen Steuern bei den Mitgliedern der Gemeinde und führte sie an die kurfürstliche Verwaltung ab. Das erstinstanzliche Gerichtswesen übte der Rabbiner aus. Zweite Instanz war das kurfürstliche Hofgericht.
Kurfürst Lothar Franz von Schönborn (1695–1729) begrenzte die Zahl der Schutzfamilien auf 101. Dazu kamen noch der Rabbiner, der Vorsänger, der Schuldiener, der Arzt und der Hoffaktor, schutzsässige Witwen, das Gesinde und die Schüler des Rabbiners. Eine Aufnahme in die Judenschaft durfte nur erfolgen, wenn die Zahl der 101 Familien nicht überschritten wurde. Aufnahmegebühr und Besteuerung der Juden war wesentlich höher als die der christlichen Mainzer Bürger.
Die Judenschaft erwarb ab 1710 an die Judengasse angrenzenden Grund und errichtete dort weitere Häuser. 1768 gestattete Kurfürst Emmerich Joseph von Breidbach zu Bürresheim, dass Juden weiterer Häuser, auch außerhalb der beiden Judengassen, errichten durften. Damit war die Beschränkung auf das Ghetto faktisch aufgehoben.
Die Aufklärung brachte Erleichterungen auch für die Juden. Unter Kurfürst Friedrich Karl Joseph von Erthal (1774–1802) kam es erstmals zu Überlegungen die soziale Lage der jüdischen Untertanen zu verbessern. Die Zunftberufe auch für Juden zu öffnen, wurde aber weiter abgelehnt. Gewerbe und Manufakturen ohne zünftige Organisation, die weder Gesellen noch Lehrlinge benötigten, durften auch von Juden gegründet werden. Darüber hinaus erschien den Behörden die Reform des Bildungswesens und die Beseitigung der drängenden Wohnungsnot in dem inzwischen von 848 Juden bewohnten Viertel vorrangig. Den jüdischen Kindern wurde empfohlen, christliche Schulen zu besuchen. Zudem wurde den Behörden durch ein Reskript des Kurfürsten eingeschärft, Juden und Christen gleich zu behandeln. Eine Emanzipation der Juden war in der Ständegesellschaft jedoch noch nicht vorstellbar.

## Emanzipation durch Frankreich
Die Emanzipation kam von außen, nach der Niederlage des Reichs in den Revolutionskriegen und der Besetzung von Mainz durch Frankreich 1792. Da in Frankreich alle Juden seit 1791 volle Bürgerrechte besaßen, galt dies nun auch für die Mainzer Judenschaft, zunächst in der Mainzer Republik, dann, annektiert, als Teil von Frankreich. Bei der Errichtung des Freiheitsbaums am 3. November 1792 traten Juden gleichberechtigt neben allen anderen auf.
Dennoch stand die Judenschaft dem neu gegründeten Mainzer Jakobinerklub ablehnend gegenüber. Beitretende Juden wurden mit Synagogenbann belegt. Der Aufforderung zum Eid auf die revolutionäre französische Verfassung 1793 kamen nur 18 Juden nach, was 15 % der Haushaltsvorstände entsprach. Wer aber den Eid verweigerte, war von Ausweisung bedroht. Nachdem die Reichstruppen die Stadt 1793 eingeschlossen hatten, mussten die „Ungeschworenen“, darunter auch viele Juden, die Stadt verlassen. Über die Rückkehr der deutschen Behörden zeigten sich die Juden anschließend befriedigt. Ursache für diese ablehnende Haltung der Juden gegenüber den Jakobinern war zum einen eine Skepsis gegenüber Neuerungen an sich. Dazu kamen die Vorbehalte der Mainzer Jakobiner gegenüber den Juden und die Befürchtung, dass der Eintritt ins Bürgertum die religiöse Gesetzestreue gefährde.
Nach der erneuten Besetzung der Stadt durch die Franzosen 1797 zerstreuten sich solche Bedenken jedoch, was auch dem veränderten Zeitgeist geschuldet war. 1798 gehörte dem Stadtrat mit Ludwig Bamberger erstmals ein Jude an. Im selben Jahr wurde die Judenwache am alten Ghetto eingerissen. Juden durften sich als Bürger nunmehr in der ganzen Stadt niederlassen.
Auch unter Napoleon war das jüdische Leben nicht frei von Reglementierungen. Napoleon dekretierte ein zentralistisch aufgebautes Gemeindesystem. In jedem Département wurde ein Konsistorium errichtet, das dem Zentralkonsistorium in Paris unterstand. Das Konsistorium bestand aus zwei Rabbinern und drei Laien, die von Paris bestätigt werden mussten. Für die Konsistorialverwaltung zuständig war in jeder Départements-Hauptstadt ein Großrabbiner, also auch in Mainz (Consistoire Mainz), das Hauptstadt des Départements Donnersberg war. Der Mainzer Großrabbiner war Samuel Wolf Levi (1751–1813). Außerdem bestimmte ein kaiserliches Dekret vom 17. März 1808, dass ein Jude zehn Jahre lang keinen Handel treiben dürfe, wenn er nicht ein entsprechendes Patent hatte. In diesen Patenten bescheinigte die Bürgermeisterei, dass der Betreffende sich nicht des Wuchers schuldig gemacht habe und die Jüdische Gemeinde, dass er sich rechtschaffen geführt habe und seinen Verpflichtungen treu nachgekommen sei („Moralitätspatente“). 

## Entwicklung der Emanzipation nach 1816
Nach Napoleons Niederlage und dem Abzug der Franzosen aus Mainz kam die Stadt 1816 als Hauptstadt der neu gebildeten Provinz Rheinhessen zum Großherzogtum Hessen. Die neue Regierung sicherte explizit zu, an der unter französischer Herrschaft eingeführten Rechtslage nichts zu ändern. Erst 1847 wurden die Moralitätspatente abgeschafft. Versagt blieb den Juden aber der Eintritt in den Staatsdienst.
Die Jüdische Gemeinde führte 1819 die Regeln über die Vorstandswahlen von 1750 wieder ein. Der Vorstand bestand aus fünf Personen unter Vorsitz des Präses. Eine Verordnung von 1830 bestimmte, dass das Kreisamt die Vorstandsmitglieder nach Anhörung der Bürgermeisterei zu ernennen hatte. Die Gemeinden führten nun die offizielle Bezeichnung „Israelitische Religionsgemeinde“ und besaßen das Recht, Umlagen von ihren Mitgliedern zu erheben. 1831 trat eine neue Synagogenordnung in Kraft, 1832 eine neue Beerdigungsordnung. 1850 lebten in der Stadt 2125 Juden bei einer Gesamtbevölkerung von 37.000.

## Spaltung der Gemeinde

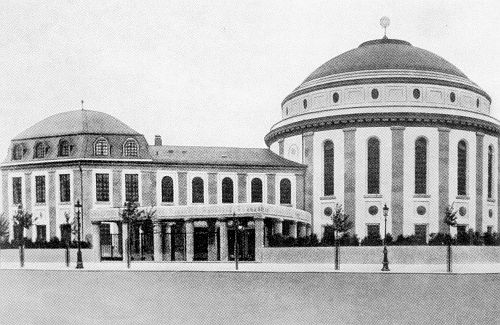
Die neue Hauptsynagoge von 1912

Reformen und Emanzipation weckten jedoch auch die Befürchtung, die jüdische Identität könnte durch Assimilation verloren gehen. Tief in den Kultus eingreifende Reformen wie die Ersetzung der Barmitzwa durch eine Konfirmation 1840 oder die geplante Aufhebung der getrennten Frauensynagoge führten zu schwerwiegenden Auseinandersetzungen, an deren Ende 1849 eine Spaltung der jüdischen Gemeinde in eine orthodoxe und eine liberale mit getrennten Verwaltungen, eigenem Gemeindeleben, eigener Synagoge, eigenen Schulen und Einrichtungen stand. Beide Gemeinden bildeten jedoch nach außen weiterhin eine Körperschaft. Joseph Aub war von 1852 bis 1865 Rabbiner der liberalen Gemeinde, die orthodoxe Gemeinde wurde durch Marcus Lehmann geleitet.

## Neue Blütezeit
Trotz der Spaltung kann die Zeit von der zweiten Hälfte des 19. Jahrhunderts bis 1933 als eine Blütezeit der jüdischen Gemeinde von Mainz angesehen werden. Davon zeugen nicht zuletzt die Synagogenneubauten. Die Mainzer Hauptsynagoge in neubyzantinischem Stil, Architekt war Ignaz Opfermann, war 1853 vollendet. Sie wurde 1912 durch einen Neubau ersetzt, dessen Architekt Willy Graf war.
Mitglieder der Gemeinde beteiligten sich am Vereinsleben der Stadt, dem Wohltätigkeitswesen und dem Sponsoring, zum Beispiel zugunsten des städtischen Theaters und verschiedener Sportvereine, unter anderen auch dem 1. FSV Mainz 05. Die antisemitischen politischen Parteien hatten in Mainz keine nennenswerten Erfolge.
Materiell schlechter ging es den vor allem nach dem Ersten Weltkrieg einwandernden „Ostjuden“ – Pogrom-Flüchtlingen aus dem damals russischen Teil von Polen, die schon 1908 als dritte Untergruppe der Mainzer Juden den „Israelischen Humanitätsverein“ gegründet hatten. Der Zuzug der mit der Mentalität der rheinischen Juden fremdelnden Gruppe verschärfte in der Gemeinde die Gegensätze zwischen Liberalen und Orthodoxen.

## Untergang der Gemeinde während der NS-Zeit

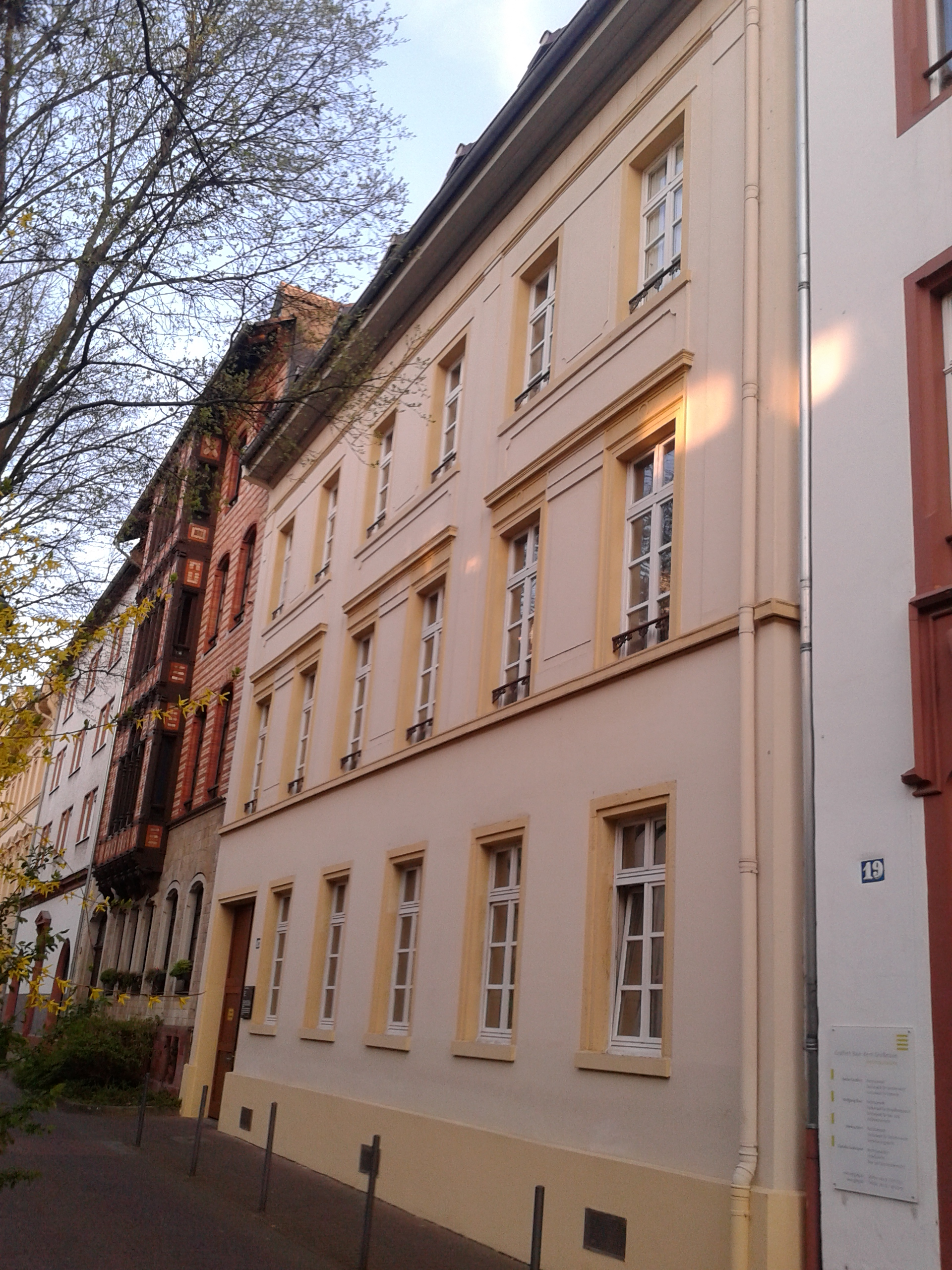
Haus Walpodenstraße 17. Hier wurden jüdische Mitbürger bis zu ihrem Abtransport isoliert.

Mit der „Machtergreifung“ durch die Nationalsozialisten 1933 begann auch in Mainz die Entrechtung der jüdischen Bürger: Entlassung aus dem öffentlichen Dienst, Boykott jüdischer Geschäfte, Ausschluss aus Schulen, Enteignung und Aberkennung der Staatsbürgerschaft. In der Reichspogromnacht vom 9. auf den 10. November 1938 wurden die Hauptsynagoge und die Synagoge an der Flachsmarktstraße niedergebrannt, die Hauptsynagoge anschließend gesprengt. Die Kosten dafür musste die jüdische Gemeinde tragen. Allerdings gelang die Rettung eines Teils der jüdischen Bibliotheken. Er befindet sich heute als Leihgabe in der evangelisch-theologischen Fakultät der Universität Mainz und umfasst rund 5500 Bände.
Ab 1942 begann die Deportation der Mainzer Juden. Am 30. März 1942 wurden 450 Menschen in das Lager Piaski bei Lublin gebracht, am 27. September abermals 450 Juden in das KZ Theresienstadt. Drei Tage später wurden 117 Juden ins Generalgouvernement nach Polen verschleppt. Beim letzten Transport am 10. Februar 1943 wurden noch 15 Juden aus Mainz deportiert, insgesamt also 1092 Menschen. Dazu kommen jene, die außerhalb der großen Transporte aus der Stadt gebracht wurden. 1420 Juden aus Mainz konnten Deutschland rechtzeitig verlassen.
Als die US-Army am 22. März 1945 die Stadt einnahm, lebten noch 61 Juden in der Stadt. Dabei handelte es sich um Juden, die in „privilegierter Mischehe I“ lebten, aus denen Kinder hervorgegangen waren. Am 10. Juli 1945 kehrten 2 Überlebende aus Theresienstadt nach Mainz zurück, was aber eine Ausnahme darstellte.
- Siehe auch Liste der Stolpersteine in Mainz

## Neuanfang nach dem Holocaust
Am 17. Oktober 1945 beantragte der Mainzer Kulturdezernent und überlebende Mainzer Jude Michel Oppenheim bei der französischen Militärregierung – Mainz gehörte nun zur französischen Besatzungszone – die Neugründung der Mainzer Jüdischen Gemeinde. Die Erlaubnis wurde noch am selben Tag erteilt. Am 9. November 1945 beschlossen 20 versammelte Juden im Stadthaus die Neugründung. Gottesdienste gab es jedoch erst ab dem 10. September 1947 wieder, als in der Feldbergschule eine neue Synagoge eingerichtet war. Am Eingang des jüdischen Friedhofs in der Unteren Zahlbacher Straße errichtete die Gemeinde 1948 ein Mahnmal. Ein weiteres Mahnmal stellen die aufgerichteten Säulen aus der Eingangshalle der zerstörten Hauptsynagoge von 1912 dar.
Der Aufbau der Gemeinde verlief nach dem Krieg schleppend. Hauptproblem war die geringe Mitgliederzahl, weswegen auch der Bau einer neuen Synagoge lange verschoben wurde. Seit 1959 ist die Jüdische Gemeinde von Mainz Körperschaft des Öffentlichen Rechts. Erst am 23. November 2008 begann der Bau der Neuen Synagoge – an alter Stelle. Sie wurde am 3. September 2010 eingeweiht. 

## Jüdische Gemeinde heute

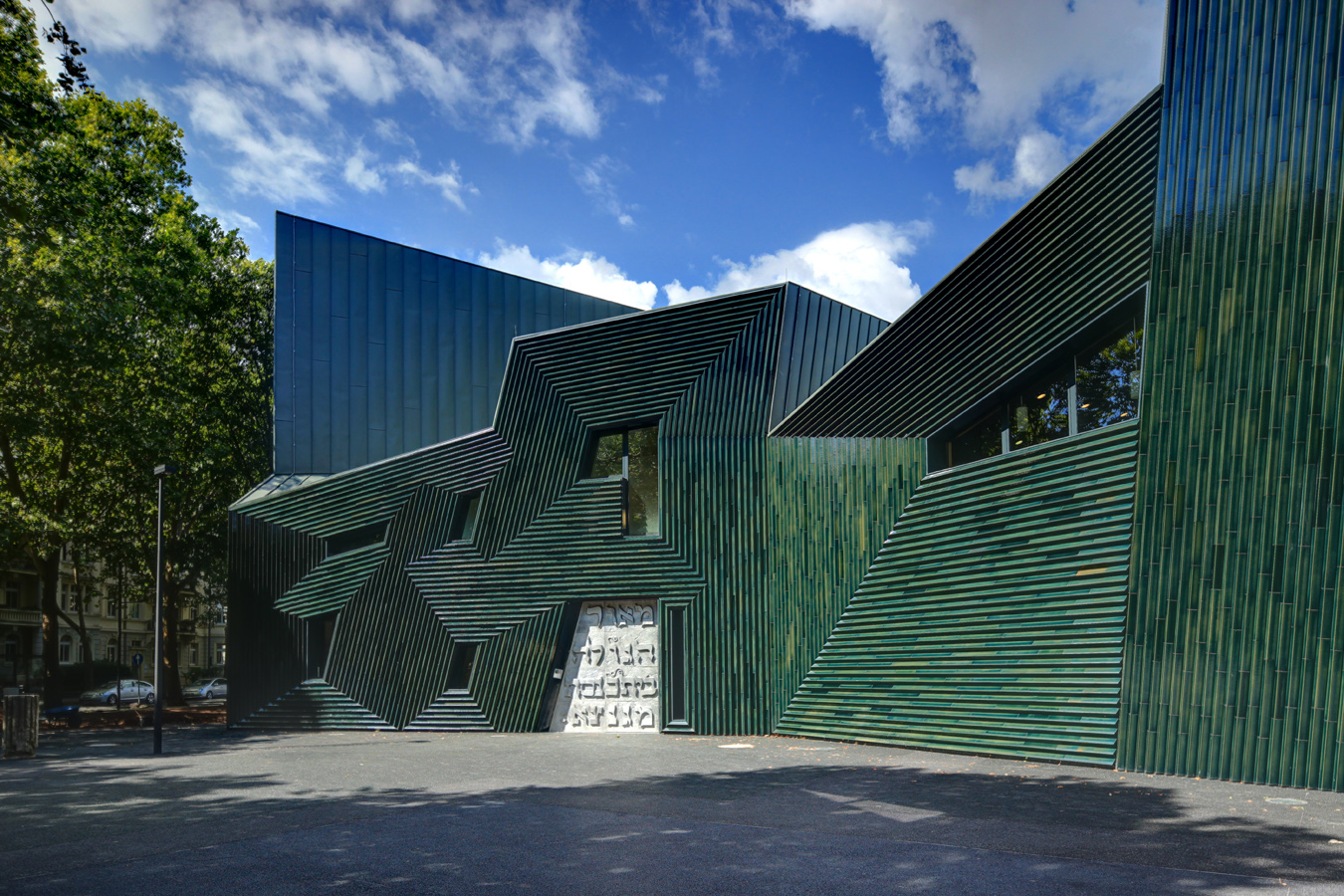
Neue Synagoge der jüdischen Gemeinde in der Mainzer Neustadt. Bau von Manuel Herz, eingeweiht 2010

Die jüdische Gemeinde in Mainz zählt circa 1000 Mitglieder (Stand: 2015), wobei viele der Gemeindemitglieder als Einwanderer aus osteuropäischen Ländern kamen. Der Jüdischen Gemeinde in Worms gehören auch die verbliebenen jüdischen Stätten in Worms, so vor allem die dort rekonstruierte mittelalterliche Synagoge und der Heilige Sand, ein in seiner Belegung ins Hochmittelalter zurückreichender jüdischer Friedhof. Beide gehören – ebenso wie der historische jüdische Friedhof Judensand in Mainz – seit 2021 zum UNESCO-Welterbe. 
Gemeinderabbiner ist Aharon Ran Vernikovsky. Geleitet wird die Gemeinde von einem fünfköpfigen, ehrenamtlichen Vorstand, der alle 4 Jahre neu gewählt wird.